# Glochidion pungens
Glochidion pungens är en emblikaväxtart som beskrevs av Airy Shaw. Glochidion pungens ingår i släktet Glochidion och familjen emblikaväxter. Inga underarter finns listade i Catalogue of Life.